# Alpineskiën op de Olympische Winterspelen 2014
Alpineskiën is een van de sportdisciplines die binnen de olympische sport skiën werden beoefend tijdens de Olympische Winterspelen 2014 in Sotsji. De wedstrijden vonden plaats in het Rosa Choetor Alpine Resort in Krasnaja Poljana.

## Wedstrijdschema
| Datum       | Lokale tijd   | MET           | Mannen             | Vrouwen            |
| ----------- | ------------- | ------------- | ------------------ | ------------------ |
| 07 februari | 20:00         | 17:00         | Openingsceremonie  | Openingsceremonie  |
| 09 februari | 11:00         | 08:00         | Afdaling           |                    |
| 10 februari | 11:00 / 15:00 | 08:00 / 12:00 |                    | Super-combinatie   |
| 12 februari | 11:00         | 08:00         |                    | Afdaling           |
| 14 februari | 11:00 / 15:30 | 08:00 / 12:30 | Super-combinatie   |                    |
| 15 februari | 11:00         | 08:00         |                    | Super G            |
| 16 februari | 11:00         | 08:00         | Super G            |                    |
| 18 februari | 11:00 / 14:30 | 08:00 / 11:30 |                    | Reuzenslalom       |
| 19 februari | 11:00 / 14:30 | 08:00 / 11:30 | Reuzenslalom       |                    |
| 21 februari | 15:30 / 19:00 | 12:30 / 16:00 |                    | Slalom             |
| 22 februari | 15:30 / 19:00 | 12:30 / 16:00 | Slalom             |                    |
| 23 februari | 20:00         | 17:00         | Sluitingsceremonie | Sluitingsceremonie |

## Medailles

### Mannen
| Onderdeel    | Goud | Goud           | Zilver | Zilver              | Brons   | Brons                 |
| ------------ | ---- | -------------- | ------ | ------------------- | ------- | --------------------- |
| Combinatie   | SUI  | Sandro Viletta | CRO    | Ivica Kostelić      | ITA     | Christof Innerhofer   |
| Afdaling     | AUT  | Matthias Mayer | ITA    | Christof Innerhofer | NOR     | Kjetil Jansrud        |
| Reuzenslalom | USA  | Ted Ligety     | FRA    | Steve Missillier    | FRA     | Alexis Pinturault     |
| Slalom       | AUT  | Mario Matt     | AUT    | Marcel Hirscher     | NOR     | Henrik Kristoffersen  |
| Super G      | NOR  | Kjetil Jansrud | USA    | Andrew Weibrecht    | CAN USA | Jan Hudec Bode Miller |

### Vrouwen
| Onderdeel    | Goud    | Goud                      | Zilver | Zilver            | Brons | Brons               |
| ------------ | ------- | ------------------------- | ------ | ----------------- | ----- | ------------------- |
| Combinatie   | GER     | Maria Höfl-Riesch         | AUT    | Nicole Hosp       | USA   | Julia Mancuso       |
| Afdaling     | SUI SLO | Dominique Gisin Tina Maze |        |                   | SUI   | Lara Gut            |
| Reuzenslalom | SLO     | Tina Maze                 | AUT    | Anna Fenninger    | GER   | Viktoria Rebensburg |
| Slalom       | USA     | Mikaela Shiffrin          | AUT    | Marlies Schild    | AUT   | Kathrin Zettel      |
| Super G      | AUT     | Anna Fenninger            | GER    | Maria Höfl-Riesch | AUT   | Nicole Hosp         |

### Medaillespiegel
| Plaats | Land             | NOC    | Goud | Zilver | Brons | Totaal |
| ------ | ---------------- | ------ | ---- | ------ | ----- | ------ |
| 1      | Oostenrijk       | AUT    | 3    | 4      | 2     | 9      |
| 2      | Verenigde Staten | USA    | 2    | 1      | 2     | 5      |
| 3      | Zwitserland      | SUI    | 2    | 0      | 1     | 3      |
| 4      | Slovenië         | SLO    | 2    | 0      | 0     | 2      |
| 5      | Duitsland        | GER    | 1    | 1      | 1     | 3      |
| 6      | Noorwegen        | NOR    | 1    | 0      | 2     | 3      |
| 7      | Frankrijk        | FRA    | 0    | 1      | 1     | 2      |
| 7      | Italië           | ITA    | 0    | 1      | 1     | 2      |
| 9      | Kroatië          | CRO    | 0    | 1      | 0     | 1      |
| 10     | Canada           | CAN    | 0    | 0      | 1     | 1      |
| Totaal | Totaal           | Totaal | 11 * | 9 *    | 11 *  | 31     |

* Op de Afdaling (v) werden twee gouden medailles gewonnen en geen zilver.
* Op de Super G (m) werden twee bronzen medailles gewonnen.